# Dippoldiswalder Platz
Der Dippoldiswalder Platz ist ein im Dresdner Stadtzentrum an der Grenze zwischen Innerer Altstadt und Seevorstadt gelegener Platz. Er ist nach der Kleinstadt Dippoldiswalde im Osterzgebirge benannt und entstand an der Merkurbastei der Dresdner Befestigungsanlagen. Ein bekanntes Gebäude war das 1945 zerstörte Gasthaus und Hotel Trompeterschlösschen. Heute prägen die Centrum-Galerie und das „Margon-Haus“ den Platz.

## Lage
Der Dippoldiswalder Platz liegt in der Gemarkung Altstadt I im Dresdner Stadtteil Innere Altstadt und bildet dort den Übergang zur Seevorstadt. Hier geht die aus westlicher Richtung kommende vierspurige Budapester Straße in die Waisenhausstraße und den Dr.-Külz-Ring über. Dabei ist die Waisenhausstraße ab dem Platz nur in Richtung Georgplatz befahrbar, der parallel dazu verlaufende Dr.-Külz-Ring nimmt die Gegenrichtung auf. Mit diesem West-Ost-Straßenzug kreuzen sich die am Südende des Platzes anschließende Reitbahnstraße und die im Norden ansetzenden Straßen Marienstraße und Wallstraße. Schräg zwischen Reitbahn- und Waisenhausstraße zweigt außerdem die Trompeterstraße vom Dippoldiswalder Platz zur Prager Straße ab.
Zentrum des Platzes ist eine unbebaute Fläche, die von den Verkehrswegen und vor allem an der Süd- und Ostseite von Gebäuden eingefasst wird. Mit dem Post-, Georg-, dem Pirnaischen und dem Rathenauplatz ist der Dippoldiswalder Platz einer der Plätze entlang des Promenadenringes um die Innere Altstadt.

## Geschichte
Der Platz entstand als Knotenpunkt mehrerer Wege im Seegraben zwischen dem Alten See und dem Neuen See vor dem Seeberg (ab 1721 Merkurbastei) der Dresdner Stadtbefestigung. Er trug zunächst die Namen „Am Festungsgraben“ und später „Am Schlößchen“ bzw. „Am Trompeterschlößchen“ in Anlehnung an das seit dem 17. Jahrhundert nachgewiesene Gasthaus am Platz. Im Jahr 1830 erhielt er den Namen „Dippoldiswald(a)er Platz“ erstmals. Mit der Schleifung der Stadtbefestigung zu Beginn des 19. Jahrhunderts fand der Platz direkten verkehrlichen Anschluss an die Altstadt. Die nächstgelegenen Stadttore waren zuvor das Wilsdruffer Tor am heutigen Postplatz und das östlich vom Dippoldiswalder Platz befindliche Seetor.
Mit dem Wachsen der Seevorstadt gelangte auch der Dippoldiswalder Platz zu größerer Verkehrsbedeutung. Er war Knotenpunkt von Marienstraße, Johannesring (Vorläufer des Dr.-Külz-Rings), Waisenhausstraße, Trompeterstraße, Reitbahnstraße, Großer Plauenscher Straße (Vorläufer der Budapester Straße) und der Straße „Am See“.
Unter der Herrschaft der Nationalsozialisten erarbeitete Stadtbaurat Paul Wolf einen Plan zum umfassenden Stadtumbau Dresdens, der unter anderem die Errichtung einer breiten Prachtstraße vom Wiener Platz über den Dippoldiswalder und Antonsplatz zum Postplatz vorsah. Außerdem sollte der Johannesring zur Falkenbrücke verlängert werden. Damit einher wäre der großflächige Abriss von Gebäuden entlang der neuen Straßenzüge und am Dippoldiswalder Platz sowie dessen grundhafte Umgestaltung als Knotenpunkt zweier großer Verbindungsstraßen gegangen. Diese Pläne wurden jedoch nicht umgesetzt.
Den Luftangriffen auf Dresden fiel 1945 mit Ausnahme des Gebäudes der Dresdner Bank die komplette Bebauung des Dippoldiswalder Platzes zum Opfer. Ein im Januar 1946 beschlossener Wiederaufbauplan der Dresdner Stadtverordnetenversammlung sah die Wiedererrichtung der Innenstadt weitgehend nach alten Grundrissen vor. In der DDR wurden diese Aufbaupläne dann verwirklicht. Die schon in den 1930er Jahren erarbeitete Idee der Westfortsetzung von Ring und Waisenhausstraße wurde mit der Budapester Straße und der dazu gehörigen Brücke über die Bahnanlagen bis 1967 verwirklicht. Die Straße „Am See“ wurde vom Platz abgekoppelt und endet seitdem als Sackgasse davor. Stattdessen wurde die parallel zur Marienstraße verlaufende Wallstraße mit in den Platz eingebunden. Im Generalbebauungsplan von 1967 war außerdem der letztendlich nicht realisierte Ausbau von Dr.-Karl-Rüderich-Straße (Reitbahnstraße) und Dr.-Otto-Nuschke-Straße (Marienstraße) vorgesehen.
Ab dem Ende der 1950er Jahre hatte der Platz offiziell keinen Namen. Erst seit 1991 trägt er wieder die Bezeichnung „Dippoldiswalder Platz“.
Mit der Fertigstellung der Centrum-Galerie wurde die Trompeterstraße als überdachte Fußgängerverbindung zur Prager Straße wiedererrichtet, gleichzeitig wurde der Platz an deren Einmündung um eine Fläche mit Sitzgelegenheiten und einem Wasserspiel erweitert.

Entwicklung des Dippoldiswalder Platzes
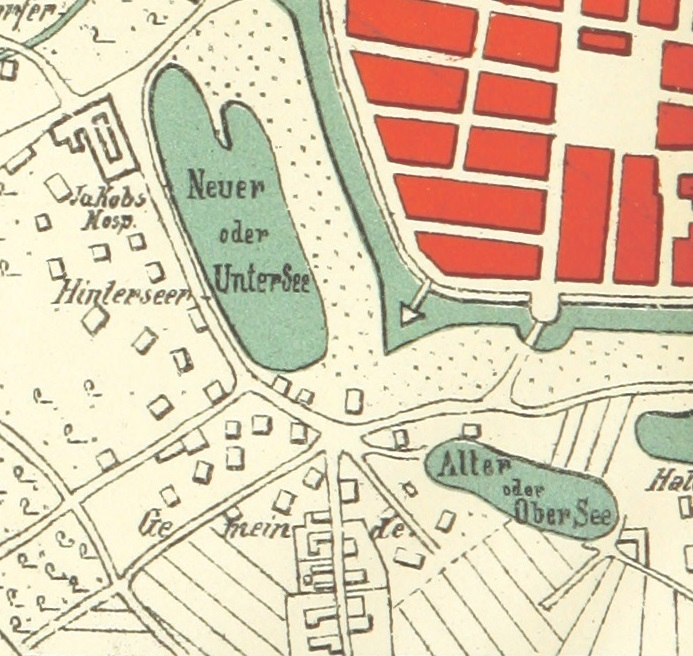
1216: Platz zwischen Neuem und Altem See
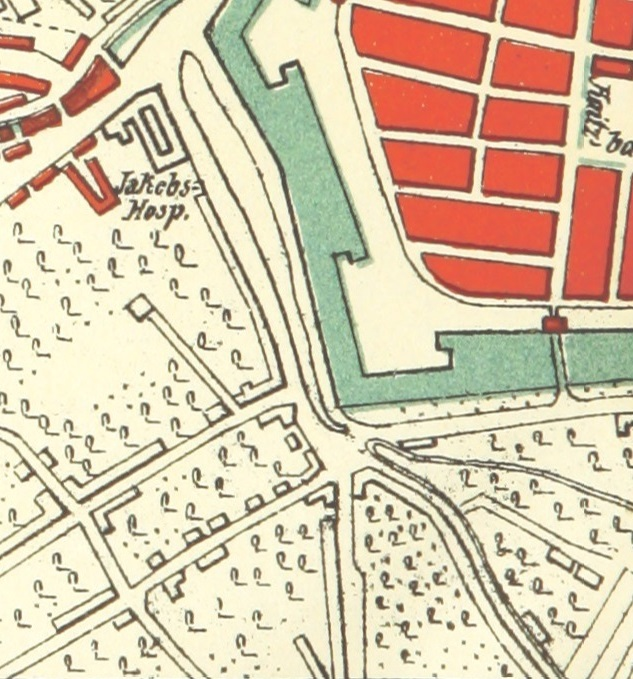
1549: Lage vor dem Seeberg
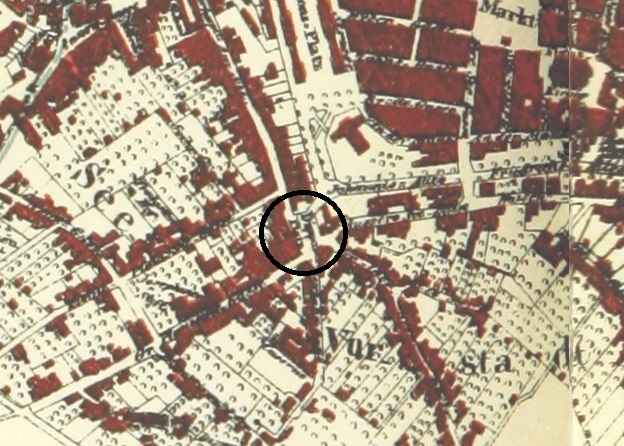
1821: nach der Entfestung Dresdens
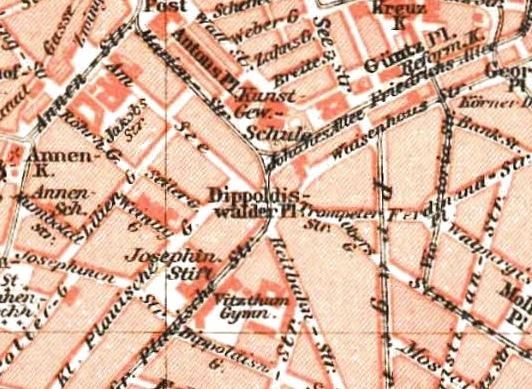
Um 1895: mit Kennzeichnung der Straßenbahnstrecken
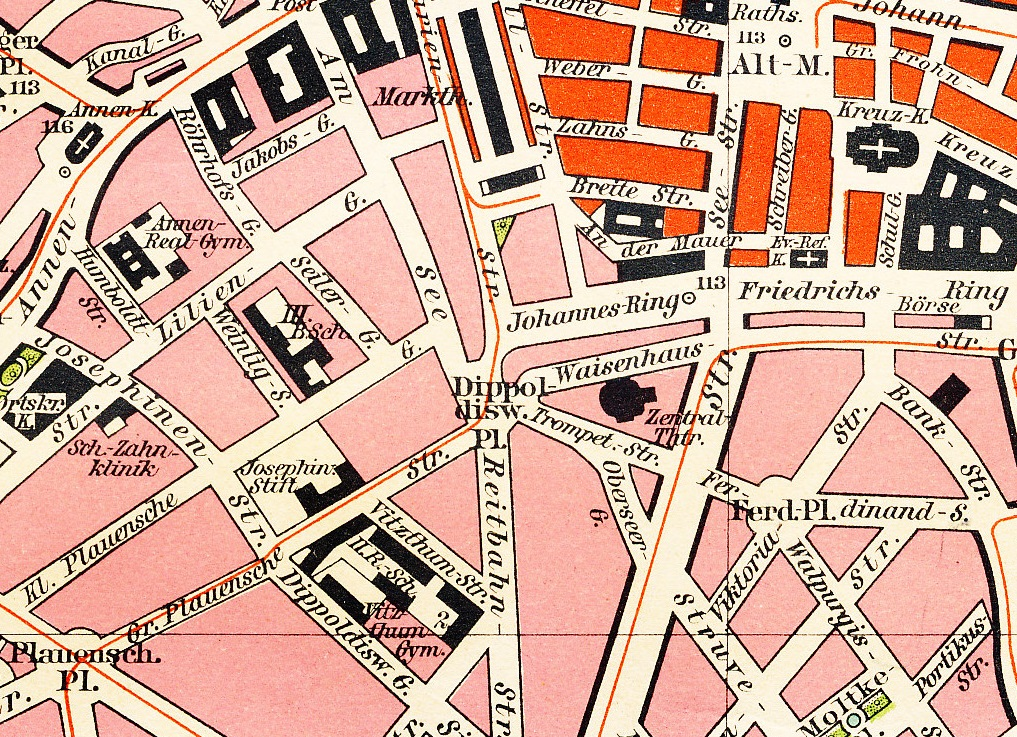
Um 1930: der Platz vor der Bombardierung Dresdens
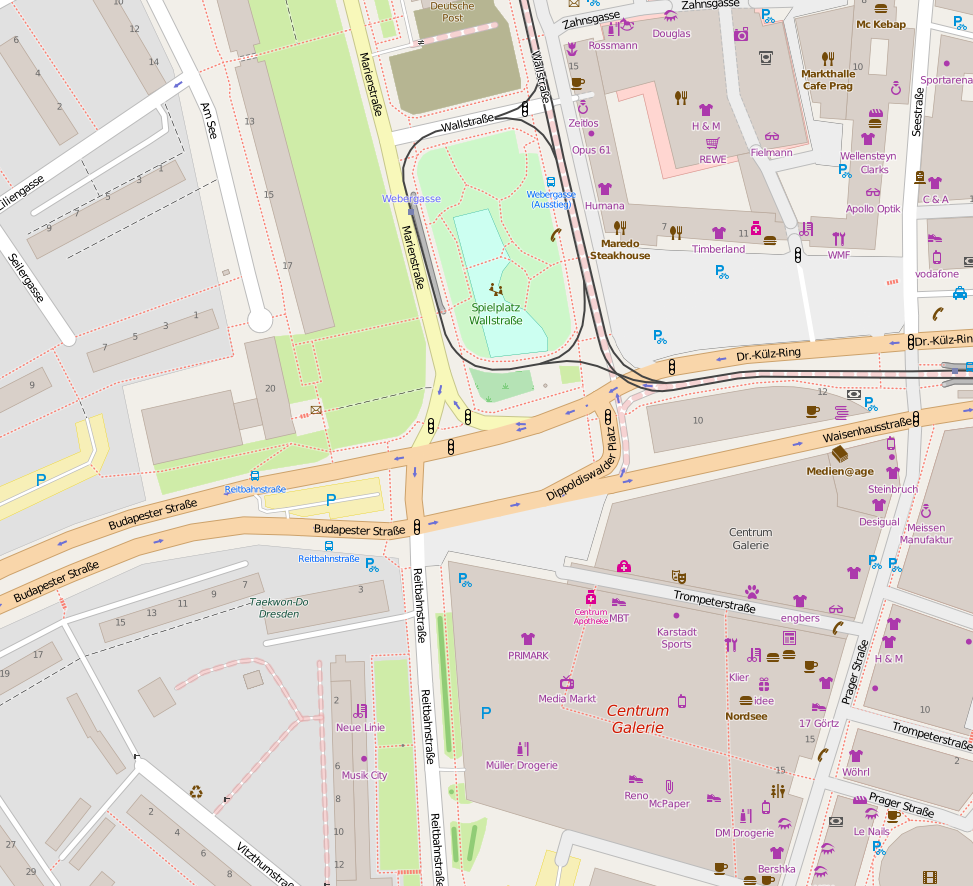
2015: heutiger Zustand

## Bebauung

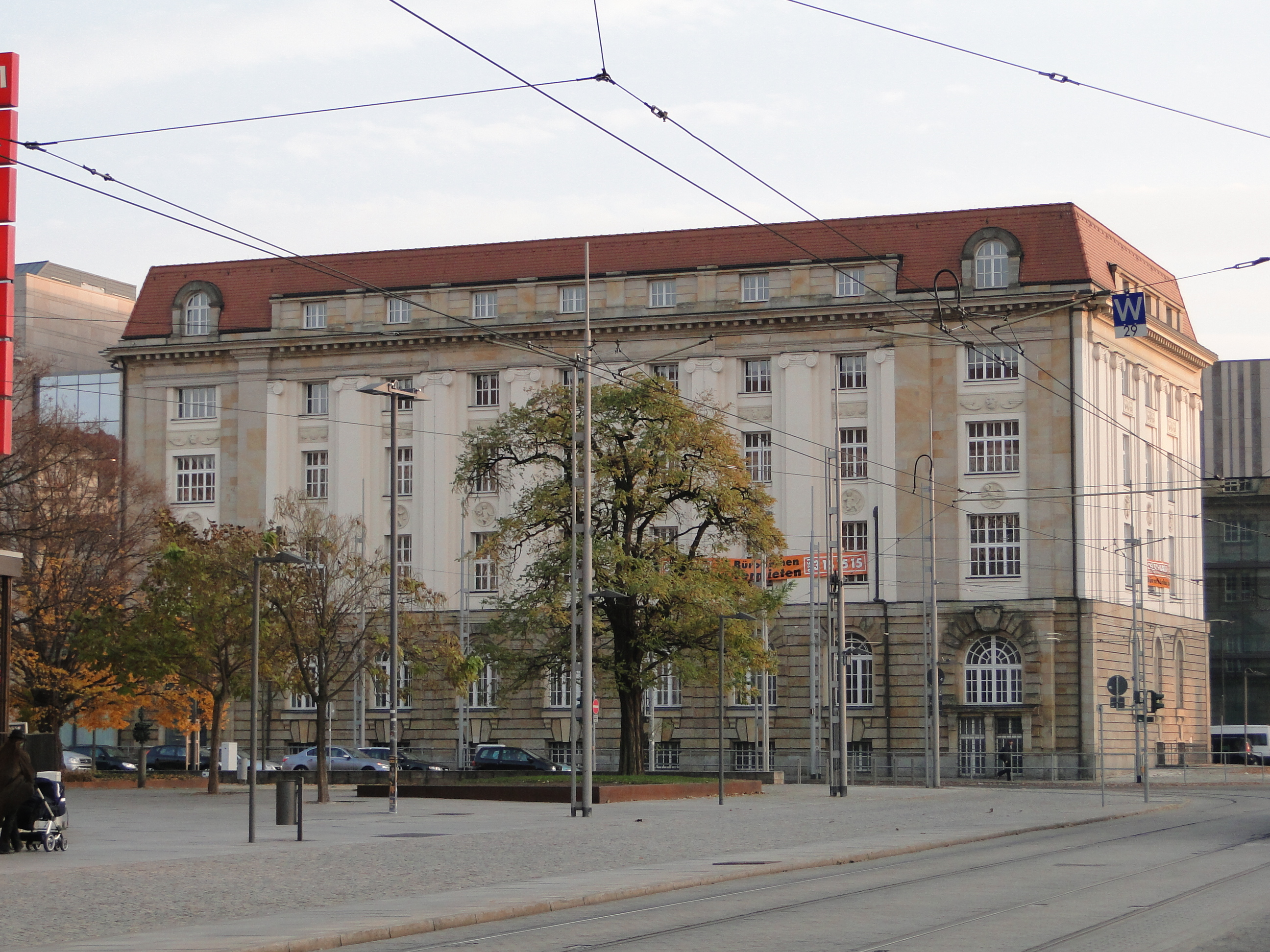
Gebäude der Dresdner Bank

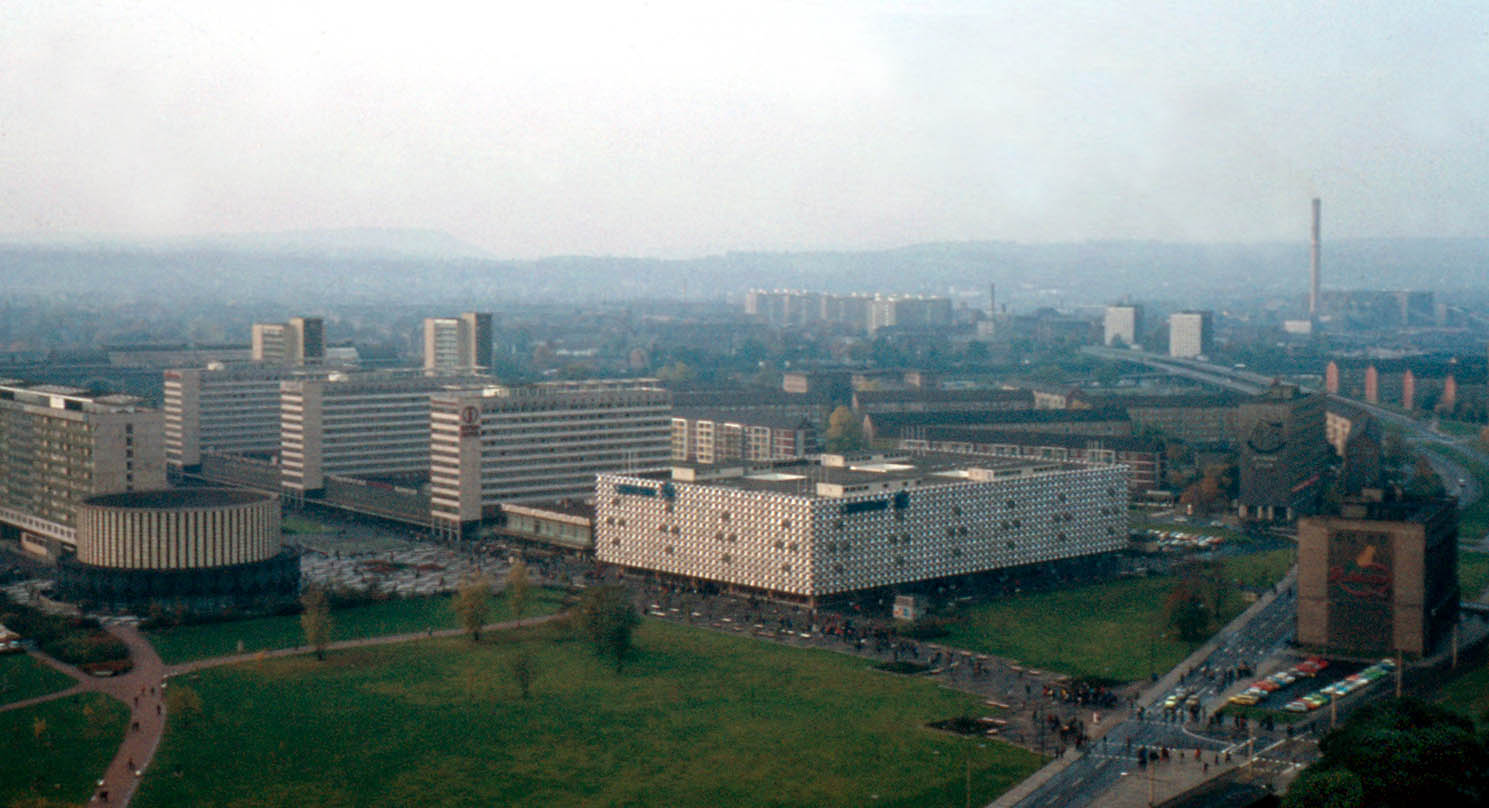
Das Centrum Warenhaus, rechts im Hintergrund der Dippoldiswalder Platz mit dem Margon-Haus

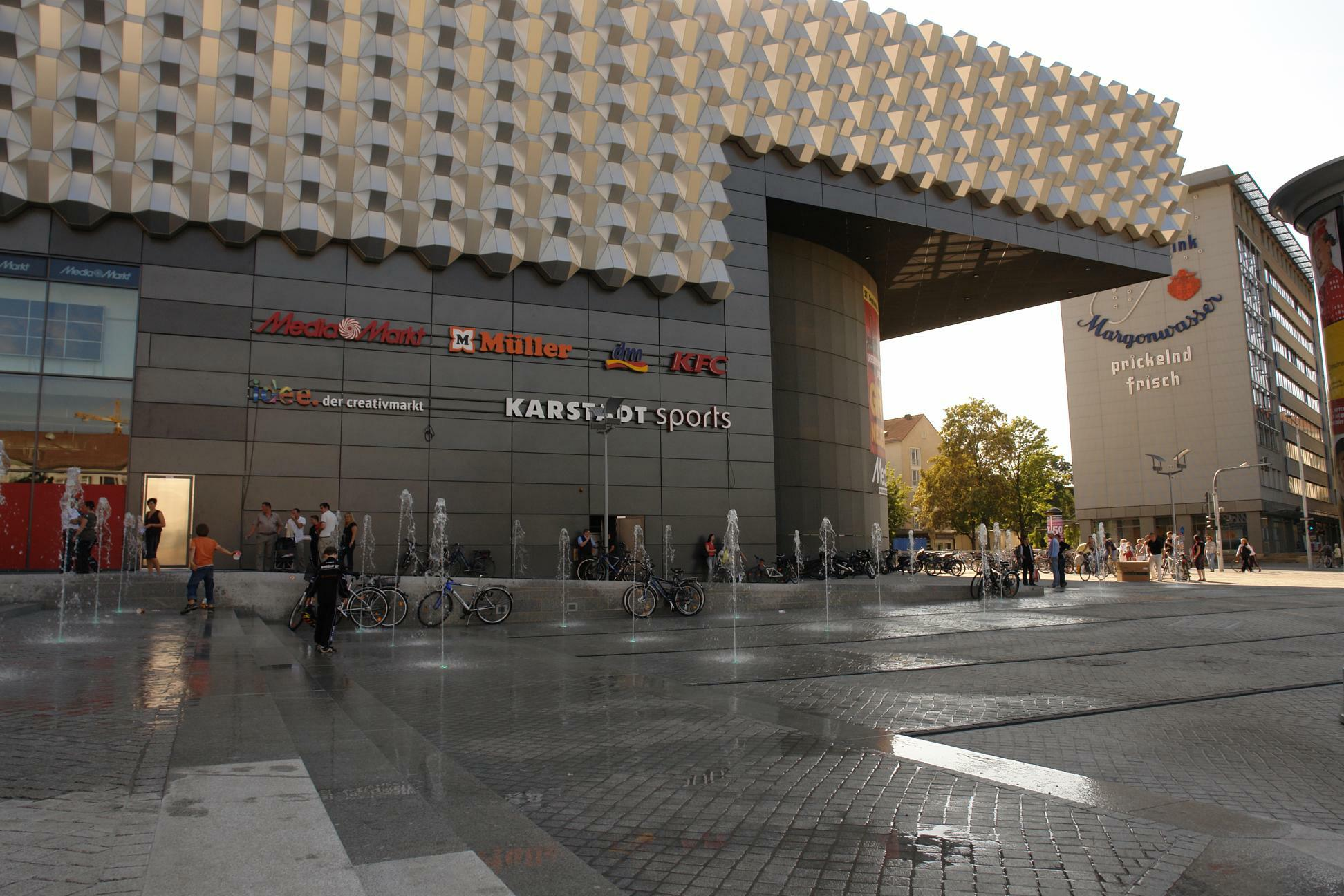
Centrum Galerie (seit 2009), mit Wasserspiel an der Einmündung der Trompeterstraße

Vor dem Zweiten Weltkrieg befanden sich einige Gasthäuser am Dippoldiswalder Platz. Das bekannteste war das Trompeterschlösschen, auf dessen Grundstück seit dem 17. Jahrhundert ein Gasthof nachgewiesen ist. Weitere Hotels und Gaststätten in unmittelbarer Nähe waren das Curländer Haus, Schadts Gasthaus und das Hotel Stadt Weimar. An der Ostseite steht das einzig erhaltene Vorkriegsbauwerk am Platz, das 1905 im Neobarock und Jugendstil errichtete Gebäude der Dresdner Bank. Es beherbergt heute eine Zweigstelle der Commerzbank.
Nach dem Krieg wurden die von Trümmern beräumten Flächen in der DDR im Stil der sozialistischen Architektur neu bebaut. So entstand 1966 das Bürogebäude für den Wirtschaftsrat des Bezirks Dresden neu. An dem im Volksmund als Margon-Haus bekannten Hochhaus ist seit 1967 auf der dem Dippoldiswalder Platz zugewandten kurzen Seite eine Leuchtreklame für Margonwasser angebracht. Sie steht seit 1998 unter Denkmalschutz und wurde bei der Sanierung des Gebäudes Anfang der 2000er Jahre erhalten. Das Gebäude selbst war für einige Zeit nach der Wende Sitz des sächsischen Wirtschaftsministeriums.
Auf der anderen Seite der Reitbahnstraße entstand zwischen 1973 und 1978 das Centrum Warenhaus nach Plänen von Ferenc Simon und Ivan Fokvari. Das Gebäude fiel vor allem durch seine Fassade aus Aluminiumwaben auf. Es wurde von der Centrum-Warenhaus-Gesellschaft und später von Karstadt betrieben. Von 2007 bis 2009 entstand an dieser Stelle die Centrum Galerie, ein Einkaufszentrum, das von Peter Kulka entworfen wurde und die Wabenstruktur des alten Warenhauses in die neue Fassadengestaltung mit aufnahm. Zwischen der eigentlichen Centrum Galerie und einem Nebengebäude entstanden die Trompeterstraße und der kleine Vorplatz neu. Dort wurde eine 1929 von Paul Polte geschaffene Skulptur aufgestellt, die sich früher am Trompeterschlösschen befand und nach dessen Zerstörung aus den Trümmern geborgen wurde.
Zwischen Marien- und Budapester Straße wurden ein Ärztehaus sowie Wohnhäuser in Plattenbauweise errichtet. Auf dem Areal zwischen Marien- und Wallstraße gibt es einen großen Kinderspielplatz. Auf der nordöstlichen Platzseite zwischen Wallstraße und Dr.-Külz-Ring befinden sich in den 1950er Jahren in Großblockbauweise errichtete Wohn- und Geschäftshäuser, die sich über das gesamte Gelände zwischen Wallstraße, Seestraße, Külz-Ring und Wilsdruffer Straße erstrecken.

## Verkehr
Vor dem Zweiten Weltkrieg führten Gleisanlagen der Straßenbahn Dresden vom Plauenschen Platz über den Dippoldiswalder Platz und die Marienstraße zum Postplatz. Am Dippoldiswalder Platz war eine Haltestelle eingerichtet. Da der Plauensche Platz und die Große Plauensche Straße nach dem Krieg nicht wieder in Vorkriegsform aufgebaut wurden, führte die Straßenbahn seitdem vom Postplatz über die Marienstraße, den Dippoldiswalder Platz und Waisenhausstraße/Dr.-Külz-Ring zum Georgplatz. Eine Straßenbahnhaltestelle gibt es hier nicht mehr, jedoch eine Bushaltestelle namens „Reitbahnstraße“, die von der Line 62 angefahren wird.
Im Zuge der 2006 erfolgten Baumaßnahmen rund um den Postplatz (Errichtung der Zentralhaltestelle) erfuhr auch der Dippoldiswalder Platz einige Umbauten. So wurden die Straßenbahngleise von der Marien- in die Wallstraße verlegt und diese für den motorisierten Individualverkehr gesperrt.
Das Konzept „Stadtbahn 2020“ der Dresdner Verkehrsbetriebe sieht den Neubau einer Straßenbahnstrecke von den bestehenden Gleisen am Dippoldiswalder Platz aus über die Budapester und Chemnitzer Straße nach Plauen vor. Das Projekt wurde wegen hoher Kosten aber vorerst zurückgestellt und nicht zur Förderung beim Bund angemeldet.